# Отряд-Алабуга
Отря́д-Ала́буга (рос. Отряд-Алабуга) — село у складі Звіриноголовського округу Курганської області, Росія.
Населення — 138 осіб (2010, 258 у 2002).
Національний склад станом на 2002 рік:
- росіяни — 91 %